# Marian Jaworski
Pour les articles homonymes, voir Jaworski.
Marian Franciszek Jaworski (en ukrainien : Мар'ян Францішек Яворський, prononcé Marian Yavorski), né le 21 août 1926 à Lviv (Pologne) et mort le 5 septembre 2020 à Cracovie (Pologne), est un prélat catholique polonais, cardinal et archevêque des Latins de l'Église catholique romaine de Lviv de 1991 à 2008.

## Biographie

### Jeunesse et formation
Né à Lwów en Pologne (aujourd'hui Lviv en Ukraine) de Wincenty et Stanisława Łastowiecka, Marian Jaworski a étudié au séminaire Majeur de Lwów et a été ordonné à Cracovie le 25 juin 1950.

### Prêtre
Après deux ans de ministère pastoral (1950-1952), Marian Jaworski reprend ses études et obtient trois doctorats en 1965 : un en théologie à l'université Jagellonne de Cracovie, et en philosophie à l'université catholique de Lublin et à l'Académie théologique de Varsovie. 
En 1970, il devient secrétaire du Conseil scientifique des évêques polonais, poste qu'il occupe jusqu'en 1984. Il est également conseiller du Département théologique pontifical à Cracovie de 1976 à 1981, et devient recteur de cette institution de 1981 à 1987.

### Évêque
Désigné administrateur apostolique de Lviv et des territoires de la Pologne le 21 mai 1984, Marian Jaworski est ordonné évêque le 23 juin suivant. Il devient archevêque de Lviv le 16 janvier 1991.
Il se retire à l'âge de 82 ans le 21 octobre 2008.

### Cardinal
Lors du consistoire du 21 février 1998, Marian Jaworski est créé cardinal in pectore par le pape Jean-Paul II, un des quatre cardinaux secrets désignés par le souverain pontife durant son règne. Cet usage a pour motivation d'éviter à ces cardinaux de subir des pressions supplémentaires des pouvoirs politiques des pays dans lesquels ils vivent.
Cette création a été publiquement proclamée au consistoire du 21 février 2001 où le titre de cardinal-prêtre de S. Sisto lui est attribué. 
Il participe au conclave de 2005 qui voit l'élection de Benoît XVI. Par contre, le 21 août 2006, il perd sa qualité d'électeur à ses 80 ans, ce qui l'empêche de prendre part aux votes du conclave de 2013 qui voit l'élection du pape François.
Il meurt le 5 septembre 2020 à Cracovie. Des messes funéraires sont données les 8 et 9 septembre à Lubaczów et le 10 septembre à Cracovie. La messe funèbre a lieu le 11 septembre 2020 à la basilique Notre-Dame des Anges au sanctuaire de Kalwaria Zebrzydowska, présidée par l'archevêque de Lviv Mieczysław Mokrzycki. Le nonce apostolique Salvatore Pennacchio y a lu une lettre du pape François. Il est ensuite enterré au sanctuaire dans la crypte de la chapelle de l'image miraculeuse de Notre-Dame de Kalwaria (Obraz Matki Bożej Kalwaryjskiej en polonais).

## Succession apostolique
Marian Jaworski a ordonné les évêques suivants :
- Évêque Rafał Kiernicki (pl), O.F.M.Conv. (1991)
- Évêque Jan Olszański (pl), M.I.C. (1991)
- Évêque Markijan Trofimiak (en) (1991)
- Évêque Leon Dubrawski (pl), O.F.M. (1998)
- Évêque Marian Buczek (de) (2002)
- Évêque Leon Mały (pl) (2002)
- Évêque Bronisław Bernacki (pl) (2002)
- Évêque Witalij Skomarowski (pl) (2003)
- Évêque Jan Niemiec (2006)
- Archevêque Petro Herkulan Malczuk (pl), O.F.M. (2008)